# Topalu (gmina)
Topalu – gmina w Rumunii, w okręgu Konstanca. Obejmuje miejscowości Capidava i Topalu. W 2011 roku liczyła 1785 mieszkańców.